# Jan Zaborowski
Jan Zaborowski (ur. 10 stycznia 1959 w Olsztynie) – polski polityk, działacz związkowy, poseł na Sejm II kadencji.

## Życiorys
W 1980 ukończył Technikum Kolejowe w Olsztynie. W latach 1989–1995 oraz 1997–2001 zajmował funkcję prezydenta Związku Zawodowego Maszynistów Kolejowych w Polsce.
Od 1993 do 1997 sprawował mandat posła na Sejm II kadencji. Został wybrany w okręgu opolskim z listy Unii Pracy. Ugrupowanie to opuścił w trakcie kadencji, współtworząc koło poselskie i niewielkie ugrupowanie pod nazwą Nowa Demokracja. W 1997 nie ubiegał się o reelekcję.